# Bầu cử quốc hội Campuchia, 1955
Bầu cử quốc hội Campuchia, 1955 là cuộc bầu cử Quốc hội đầu tiên tại Campuchia được tổ chức vào năm 1955. Cuộc bầu cử được tổ chức sau khi hòa bình lập lại tại Hội nghị Genéve năm 1954 và sự độc lập của đất nước. Cuộc bầu cử đã bị hoãn lại tới tháng 9 năm 1955. Kết quả là đảng Sangkum chiến thắng, giành được tất cả 91 ghế.

## Các đảng tham gia
- Sangkum: Vào tháng 10 năm 1954, chính phủ hoàng gia đã thành lập một liên minh với bốn đảng chính trị nhỏ, bao gồm cả đảng Chiến thắng Đông Bắc của Dap Chhuon và Phục hưng Khmer của Lon Nol. Tháng 2 năm 1954, liên minh đã được chuyển đổi vào Sangkum Reastr Niyum (Cộng đồng xã hội chủ nghĩa bình dân). Nhà lãnh đạo của Sangkum, Hoàng thân Norodom Sihanouk, tổ chức Sangkum không phải là một đảng chính trị cho mỗi bên gia nhập, mà chức năng cơ bản của Sangkum y như một đảng chính trị ủng hộ Sihanouk.[1] Sangkum giành được tất cả 91 ghế.[3]
- Đảng Dân chủ: Do những sinh viên cánh tả du học từ Pháp trở về Campuchia thành lập và lãnh đạo mang tính cực đoan trong suốt năm 1954. Tháng 2 năm 1955, những kẻ cực đoan đã đoạt quyền kiểm soát đảng. Nhiều người trong số các nhà lãnh đạo mới từng là những thành viên chủ nghĩa Mác ở Paris. Hoàng thân Norodom Phurissara làm Tổng thư ký đảng.[4]
- Pracheachon: Kết quả của các cuộc đàm phán Genéve đã cung cấp sự bảo vệ cho Mặt trận Issarak Thống nhất bởi Ủy ban Giám sát và Kiểm soát Quốc tế trong suốt chiến dịch bầu cử, nhưng trên thực tế sự đảm bảo như vậy đã không được đưa ra. Với tình hình này, hàng ngàn phiến quân cộng sản đã bỏ sang Việt Nam.[5] Cuối năm 1954, một nhóm các nhà lãnh đạo cộng sản ở Phnôm Pênh gồm Keo Meas, Non Suon và Penn Yuth đã cố gắng tổ chức Đảng Kháng chiến Khmer một cách hợp pháp. Tuy nhiên, việc đăng ký thành lập đảng đã bị các cơ quan có thẩm quyền từ chối. Đến đầu năm 1955, nhóm mới đăng ký dưới một cái tên khác nhau là Krom Pracheachon (Hiệp hội nhân dân). Pracheachon về cơ bản là mặt trận bí mật của Đảng Cách mạng Nhân dân Khmer. Nuon Chea chuyển từ cơ sở nông thôn của ông về làm Bí thư Thành ủy Phnôm Pênh của Pracheachon. Chành thanh niên Saloth Sar (Pol Pot) cũng tham gia vào tổ chức Pracheachon.[6] Trong suốt chiến dịch tranh cử, nhóm luôn bị chính phủ quấy rối. Kết quả là nhóm chỉ có thể giới thiệu những ứng cử viên tranh cử vào 35 ghế.[4]
- Đảng Sơn Ngọc Thành: Đảng Pracheachollana (Phong trào Nhân dân) do nhà chính trị ủng hộ tích cực chủ nghĩa dân tộc Sơn Ngọc Thành sáng lập nên đã để mất nhiều quyền lợi chính trị của mình, về sau bị Sihanouk loại bỏ buộc ông phải trốn sang biên giới Thái Lan gầy dựng tổ chức Khmer Serei nhằm mục đích lật đổ chế độ Sihanouk.[6]

## Kết quả bầu cử
| Đảng phái           | Số phiếu | %    | Số ghế | +/- |
| ------------------- | -------- | ---- | ------ | --- |
| Sangkum             | 630,625  | 82.7 | 91     | Mới |
| Đảng Dân chủ        | 93,921   | 12.3 | 0      | -54 |
| Pracheachon         | 29,505   | 3.9  | 0      | Mới |
| Đảng Tự do          | 5,488    | 0.7  | 0      | -18 |
| Đảng Quốc gia       | 1,140    | 0.1  | 0      | -2  |
| Khmer Ekreach       | 770      | 0.1  | 0      | Mới |
| Đảng Lao động Khmer | 289      | 0.0  | 0      | Mới |
| Độc lập             | 546      | 0.1  | 0      | 0   |
| Tổng cộng           | 761,744  | 100  | 91     | +13 |
| Nguồn: Nohlen       |          |      |        |     |

## Cáo buộc gian lận
Sau đó, đã phát sinh những cáo buộc gian lận bầu cử quy mô lớn. Học giả Kiernan (1985) lưu ý rằng có những khu vực bầu cử mà những người cộng sản bị nghi rằng có sự hỗ trợ mạnh mẽ từ quần chúng nhân dân mà các ứng cử viên Pracheachon không có được một lá phiếu duy nhất. Tại Memot, du kích cộng sản đã lớn mạnh trong suốt cuộc chiến và có những người cánh tả với lực lượng hùng hậu từ tầng lớp công nhân đồn điền cao su, các quan chức chính quyền đã bỏ 6149 phiếu cho Sangkum, 99 cho đảng Dân chủ và 0 phiếu cho ứng cử viên Sok Saphai của Pracheachon.
Chính Sihanouk mặc nhiên thừa nhận gian lận trong một ấn phẩm năm 1958. Ông đề cập đến 39 huyện của đất nước giống như màu 'đỏ' hoặc 'hồng', dựa trên biểu quyết năm 1955. Một số quận, huyện, thị xã mà ông chỉ ra là những đồn lũy cộng sản trong cuộc bầu cử năm 1955, cử tri nơi ứng cử viên Pracheachon chính thức đã giành được chỉ vài phiếu hoặc không có gì cả.